# José Alonso (lekkoatleta)
José Alonso Valero (ur. 12 lutego 1957 w El Vendrell) – hiszpański lekkoatleta specjalizujący się w długich biegach płotkarskich (sukcesy odnosił również w biegach na 400 metrów w hali), dwukrotny uczestnik letnich igrzysk olimpijskich (Los Angeles 1984, Seul 1988).

## Sukcesy sportowe
- dziesięciokrotny mistrz Hiszpanii w biegu na 400 metrów przez płotki – 1977, 1978, 1980, 1984, 1985, 1986, 1987, 1988, 1989, 1990[1]
- czterokrotny halowy mistrz Hiszpanii w biegu na 400 metrów przez płotki – 1985, 1987, 1988, 1990[2]

| Rok  | Miasto     | Zawody                      | Konkurencja                          | Wynik                     |
| ---- | ---------- | --------------------------- | ------------------------------------ | ------------------------- |
| 1975 | Ateny      | mistrzostwa Europy juniorów | bieg na 400 m ppł                    | brązowy medal             |
| 1978 | Praga      | mistrzostwa Europy          | bieg na 400 m ppł                    | 7. miejsce                |
| 1983 | Casablanca | igrzyska śródziemnomorskie  | bieg na 400 m ppł sztafeta 4 × 400 m | złoty medal brązowy medal |
| 1985 | Pireus     | halowe mistrzostwa Europy   | bieg na 400 m                        | brązowy medal             |
| 1986 | Madryt     | halowe mistrzostwa Europy   | bieg na 400 m                        | srebrny medal             |
| 1986 | Stuttgart  | mistrzostwa Europy          | bieg na 400 m ppł                    | 6. miejsce                |
| 1987 | Latakia    | igrzyska śródziemnomorskie  | bieg na 400 m ppł                    | złoty medal               |
| 1987 | Rzym       | mistrzostwa świata          | bieg na 400 m ppł                    | 8. miejsce                |
| 1990 | Split      | mistrzostwa Europy          | bieg na 400 m ppł                    | 7. miejsce                |

## Rekordy życiowe
- bieg na 400 metrów (hala) – 46,52 – Pireus 03/03/1985
- bieg na 400 metrów przez płotki – 49,00 – Rzym 31/08/1987 (rekord Hiszpanii)